# Xestophanes brevitarsis
Xestophanes brevitarsis é uma espécie de insetos himenópteros, mais especificamente de vespas pertencente à família Cynipidae.
A autoridade científica da espécie é Thomson, tendo sido descrita no ano de 1877.
Trata-se de uma espécie presente no território português.